# Календарь из Колиньи

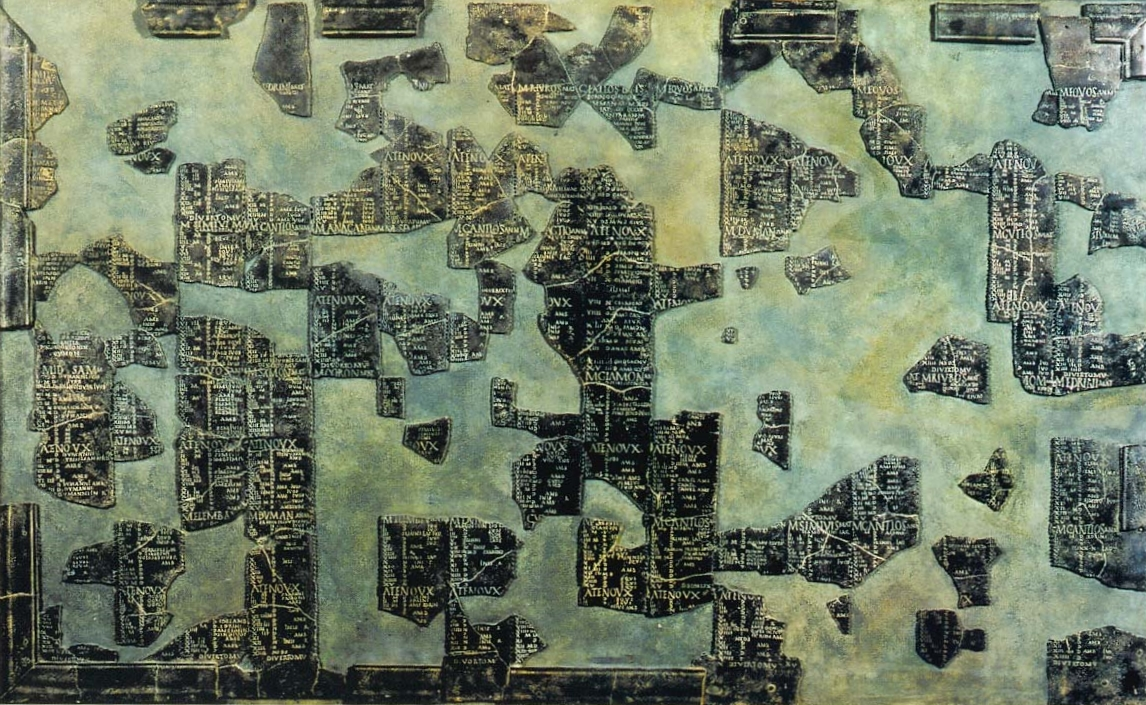
Восстановленная табличка

Календа́рь из Колиньи́ (фр. Calendrier de Coligny) — галльский колышковый календарь (парапегма), созданный в Римской Галлии во II веке, имеющий пятилетний цикл лунно-солнечного календаря с добавочными месяцами. Это важнейшее свидетельство для реконструкции древнекельтского календаря. Он написан латинскими заглавными буквами на галльском языке. Восстановленная табличка содержит шестнадцать вертикальных столбцов с 62 месяцами, распределёнными по пяти годам.
Был найден в 1897 году во Франции, в Колиньи (недалеко от Лиона), вместе с головой бронзовой статуи молодого мужчины. Сейчас хранится в Музее галло-римской цивилизации в Лионе. Был выгравирован на бронзовой табличке, сохранившейся в 73 фрагментах, которая первоначально была размером 1,48 м в ширину и 0,9 м в высоту. Судя по стилю надписей и сопутствующим предметам, он, вероятно, датируется концом II века.
Подобный календарь, найденный неподалеку в Виллар-д’Эрия, сохранился только в восьми небольших фрагментах. Сейчас он хранится в Музее археологии Юры́ в Лон-ле-Сонье.

## Реконструкция
Континентальный кельтский календарь, реконструированный по календарям Колиньи и Виллар-д’Эрия, был лунно-солнечным календарём, пытавшимся синхронизировать солнечный год и лунный месяц. Обычный лунный год состоял из 354 или 355 дней.
Календарный год начался с Samonios (samon по-галльски означает лето, Ламберт, стр. 112). Ле Контель и Вердье (1997) выступают за начало года в период летнего солнцестояния. Монард (1999) выступает за начало осеннего равноденствия (по ассоциации с ирландским Самайном).
Запись TRINOX[tion] SAMO[nii] SINDIV «три ночи Самония сегодня» 17-го числа месяца Samonios предполагает, что, как и ирландский праздник Самайн, он длился три ночи. Фраза *trinoxtion Samonii сопоставима с галльским праздником, упомянутым в латинской надписи I века нашей эры из Лиможа, Франция, где упоминается «праздник 10 ночей (*decamnoctiacon) (Аполлона) Гранна» (POSTVMVS DV[M]NORIGIS F(ILIVS) VERG(OBRETVS) AQVAM MARTIAM DECAMNOCTIACIS GRANNI D[E] S[VA] P[ECVNIA] D[EDIT]).
Солнечный год был аппроксимирован добавлением 13-го вставного месяца каждые два с половиной года. Дополнительные месяцы вставлялись перед Самонием в первый год и между месяцами Cutios и Giamonios в третий год. Название первого вставного месяца достоверно неизвестно, текст фрагментарен. В предположении, впервые сделанном Шмидтом (1979: 198), название первого вставного месяца, вероятно, Quimonios, встречается в последнем стихе гномической строки в конце месяца, X[.]ANTIA POC DEDOR TON IN QVIMON, с поправками: [TRICANTON] OX[OC]ANTIA PO(N)C(E) DEDOR TON IN(ON) QVIMON(IV) «Триста восемьдесят пять дано в этом году через Quimonios» (Quimon — сокращение от io-основы дательный падеж Quimoniu). Название второго вставного месяца реконструируется как Rantaranos или Bantaranos, основываясь на прочтении пятой строки в соответствующем фрагменте. Гномический стих, относящийся к вставке, занимал первые две строчки, читаемый как CIALLOS B(IS) SONNO CINGOS. Термин sonno cingos интерпретируется Деламаром (2003) как «марш солнца» = «год».
Месяцы были разделены на две половины, начало второй половины отмечалось термином atenoux или «обновление» [9] (ср. др.-ирл. athnugud «обновление»). Таким образом, основной единицей кельтского календаря были две недели или полмесяца, что также предполагается в следах кельтского фольклора. Первая половина всегда составляла 15 дней, вторая половина — 14 или 15 дней каждый второй месяц (аналогично индуистским календарям).
Месяцы из 30 дней были обозначены MAT, месяцы из 29 дней — ANM(AT). Это было прочитано как «удачливый» и «неудачный» соответственно, основанное на сравнении со средневаллийским mad и anfad, но значение здесь также могло быть просто описательным, «полным» и «неполным» [10]. Нет никаких указаний на религиозное или ритуальное содержание.
Реконструированный календарь Колиньи состоял из 16 столбцов и 4 строк, с двумя вставными месяцами, каждая из которых составляла половину столбца (охватывающая две строки), что приводило к таблице из 62 месяцев пятилетнего цикла, как показано ниже (пронумерованные 1-62 (первые три буквы реконструированных имен даны для удобства; вставочные месяцы отмечены жёлтым):
| Qui 1. | Riu 4. | Gia 8.  | Aed 12. | Riu 16. | Gia 20. | Aed 24. | Riu 28. | Ran 32. | Equ 35. | Sam 39. | Ogr 43. | Equ 47. | Sam 51. | Ogr 55. | Equ 59. |
| Qui 1. | Ana 5. | Sim 9.  | Can 13. | Ana 17. | Sim 21. | Can 25. | Ana 29. | Ran 32. | Ele 36. | Dum 40. | Qut 44. | Ele 48. | Dum 52. | Qut 56. | Ele 60. |
| Sam 2. | Ogr 6. | Equ 10. | Sam 14. | Ogr 18. | Equ 22. | Sam 26. | Ogr 30. | Gia 33. | Aed 37. | Riu 41. | Gia 45. | Aed 49. | Riu 53. | Gia 57. | Aed 61. |
| Dum 3. | Qut 7. | Ele 11. | Dum 15. | Out 19. | Ele 23. | Dum 27. | Out 31. | Sim 34. | Can 38. | Ana 42. | Sim 46. | Can 50. | Ana 54. | Sim 58. | Can 62. |